# Отарбаев, Даулет Бахитович
Даулет Бахитович Отарбаев (род. 9 декабря 1985) — профессиональный боец по тайскому боксу и К-1.

## Биография
Родился 9 декабря 1985 года в г. Джамбул КазССР. В 14 лет переехал в г. Сочи.
Тайским боксом начал заниматься в 2001 году. Тренировался у заслуженного тренера России Расула Муртазалиева. В 2003 году получил звание Мастера Спорта. В 2004 году после окончания школы поступил в Сочинский государственный университет на факультет «Физическая культура и спорт». Окончив университет, в 2008 году вернулся в Казахстан.
С 2010 года ведет тренерскую деятельность. Является основателем, главным тренером и действующим бойцом клуба муай-тай «Adamant» в городе Алма-Ата.
С осени 2014 года, по приглашению промоутеров профессионального спортивного клуба «FIGHT ARMA S.M.C.» (Москва) для участия в профессиональных поединках, начал тренироваться у Руслана Кривуши, который готовит таких титулованных бойцов как Сергей Харитонов, Джабар Аскеров и мн. др.
Женат с г. 2019.29.06 Жена Малика-Султан Отарбаева (Лопаткина Ника)

## Спортивные достижения

### Любители
- 4-х кратный обладатель Кубка России
- 10-кратный чемпион Казахстана
- чемпион Европы — 2008
- чемпион Азии — 2009
- 2-х кратный призёр чемпионата мира
- чемпион мира — 2007

### Профессионалы
- Обладатель кубка Короля Таиланда — 2008
- Победитель «Diamond Fight — Дружба» — 2014
- Чемпион турнира "Super muay thai 2015"